# Dorfkirche Miersdorf

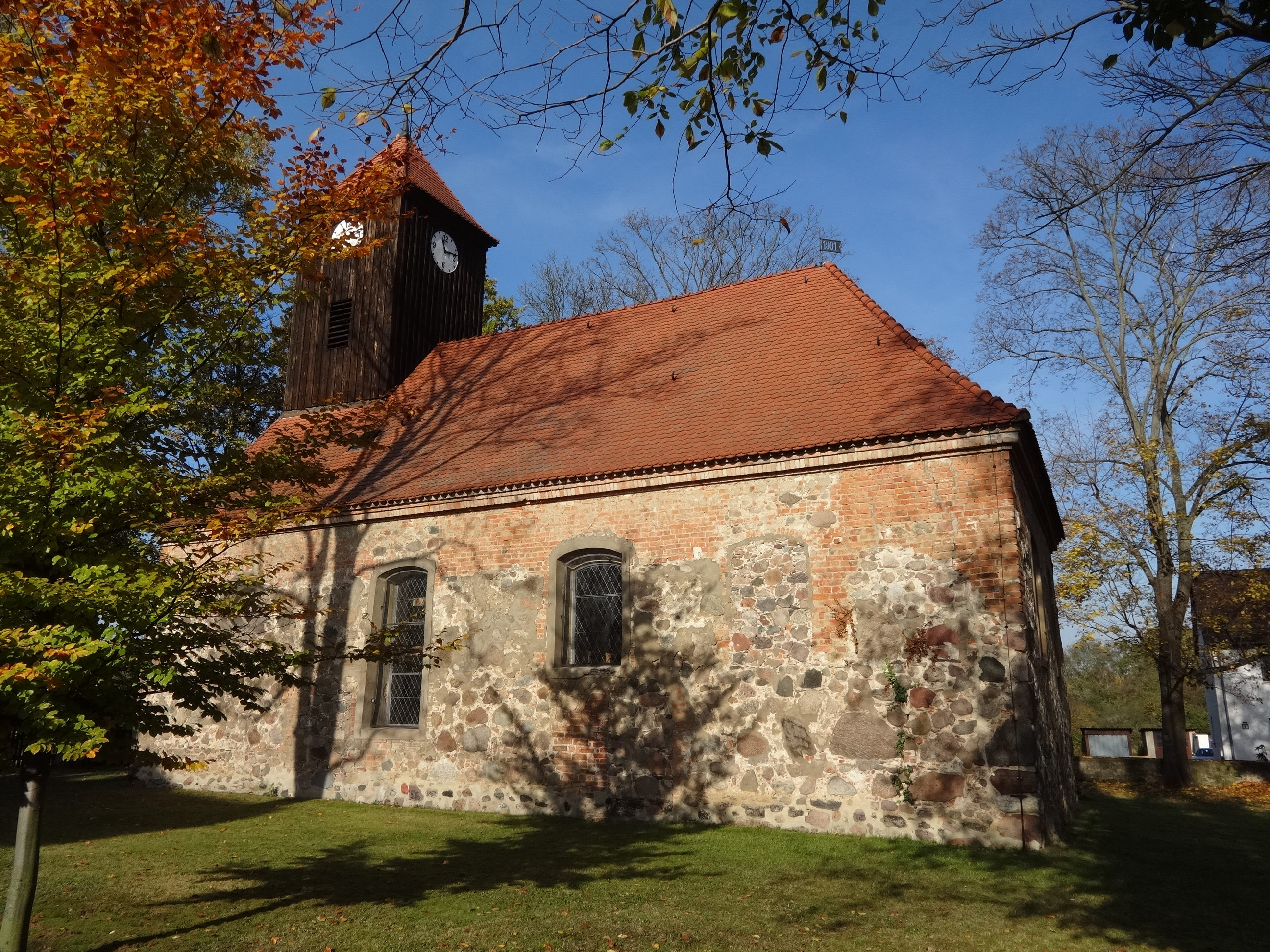
Dorfkirche Miersdorf bei Zeuthen

Die Dorfkirche Miersdorf ist eine Hallenkirche aus dem 14. Jahrhundert in dem gleichnamigen Ortsteil der Gemeinde Zeuthen im Landkreis Dahme-Spreewald. Sie ist eine der wenigen Teltower Sakralbauten, die aus unregelmäßigen, kaum behauenen Feldsteinen aufgemauert wurde.

## Geschichte

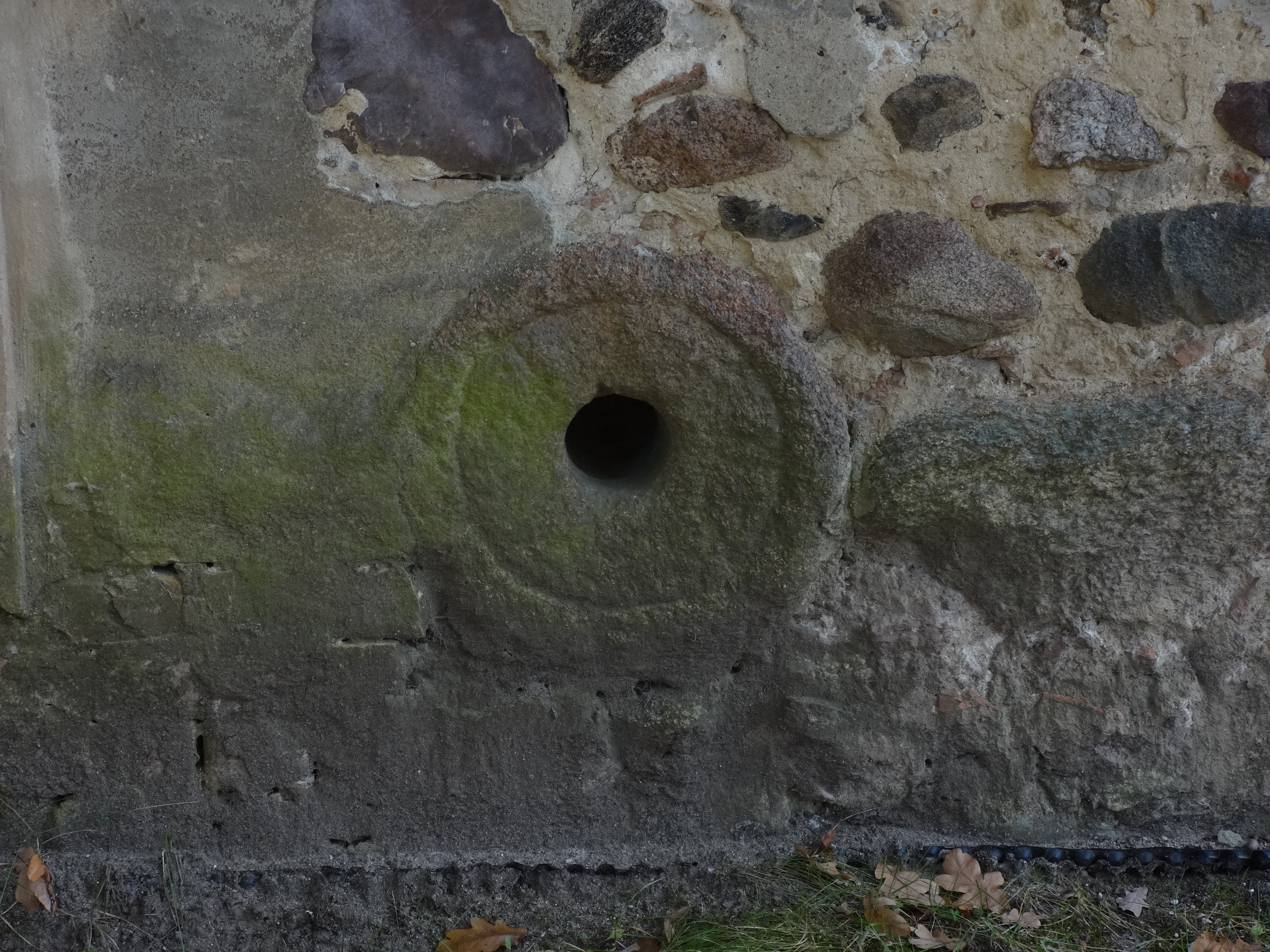
Slawischer Mühlstein am Westportal

Genaue Angaben über das Baudatum liegen nicht vor. 1375 war Miersdorf bereits Pfarrdorf, besaß demnach eine eigene Kirche mit einem Pfarrer im Dorf. Historiker gehen davon aus, dass bereits ein Vorgängerbau aus Fachwerk oder Holz bestand. Vermutlich im 14. oder auch erst im 15. Jahrhundert errichtete die Kirchengemeinde eine einfache Hallenkirche mit einem rechteckigen Grundriss auf dem Dorfanger. Für das frühe Datum ihrer Errichtung spricht vor allem die ungeordnete Schichtung der Feldsteine, die weder sortiert, noch behauen sind. Diese Bauweise wird der Frühgotik zugeordnet. Andererseits war der Giebel zu einem früheren Zeitpunkt deutlich steiler, was eher für eine Errichtung zur Zeit der Spätgotik spricht.
Im Jahr 1617 stiftete der Patron Georg von Enderlein einen Altar aus Stein sowie ein hölzernes Altarpult; zehn Jahre später eine hölzerne Kanzel. Sein Nachfolger, Hans Dietrich von Enderlein sowie Andreas Koeppen stifteten 1645 und 1666 zwei Geläute aus  Bronze. Am 2. Oktober 1678 stellte die Kirchengemeinde eine hölzerne Fünte auf, die am Aufbau für die Taufschale mit dem Wappen derer von Enderlein verziert ist. 1708 wurde mit Johannes Dietrich von Enderlein der Letzte seines Geschlechts in einer Gruft bestattet, die 1832 zugeschüttet wurde.
1710 erfolgte eine aufwendige Instandsetzung des Gebäudes, bei der die Kirche ihr aktuelles Aussehen erhielt. Unter anderem wurden die Fenster korbbogenförmig vergrößert und der Turm erneuert. Im Inneren wurde die Westempore eingebaut, außen die Mauern erhöht. Das Kirchenportal an der Umfriedung wurde 1760 fertiggestellt, die Südpforte 1832 zugemauert. In den Jahren 1835, 1913 1950 sowie 1984 sind weitere Instandsetzungen erfolgt. Die letzte grundlegende Sanierung fand im Zeitraum von 1991 bis 2000 statt. 1860 wurde der Friedhof, auf dem bislang die Toten aus Miersdorf, Zeuthen und Rauchfangswerder bestattet wurden, geschlossen. Sieben Jahre später erhielt der Innenraum Seitenemporen, die Chorfenster wurden nach unten verlängert. Im Jahr 1912 schaffte die Kirchengemeinde eine Schuke-Orgel an, die auf der Westempore aufgestellt wurde. Der Kirchturm wurde 1921 um zwei Meter erhöht. Weil das Gotteshaus im Zweiten Weltkrieg beschädigt wurde, erfolgten schrittweise bis 1951 Ausbesserungsarbeiten. In der DDR-Zeit ließ die Gemeinde den Altarraum umgestalten und ein Doppelbalkenkreuz aufstellen, das im 21. Jahrhundert noch vorhanden ist. Nach der Wende, 1990–1993, konnte das Kirchendach neu eingedeckt und der Kirchhof umgestaltet werden.
Die Kirchengemeinde gehört zum Pfarrsprengel Eichwalde / Zeuthen-Miersdorf / Berlin-Schmöckwitz im Kirchenkreis Neukölln der Evangelischen Kirche Berlin-Brandenburg-schlesische Oberlausitz.

## Architektur

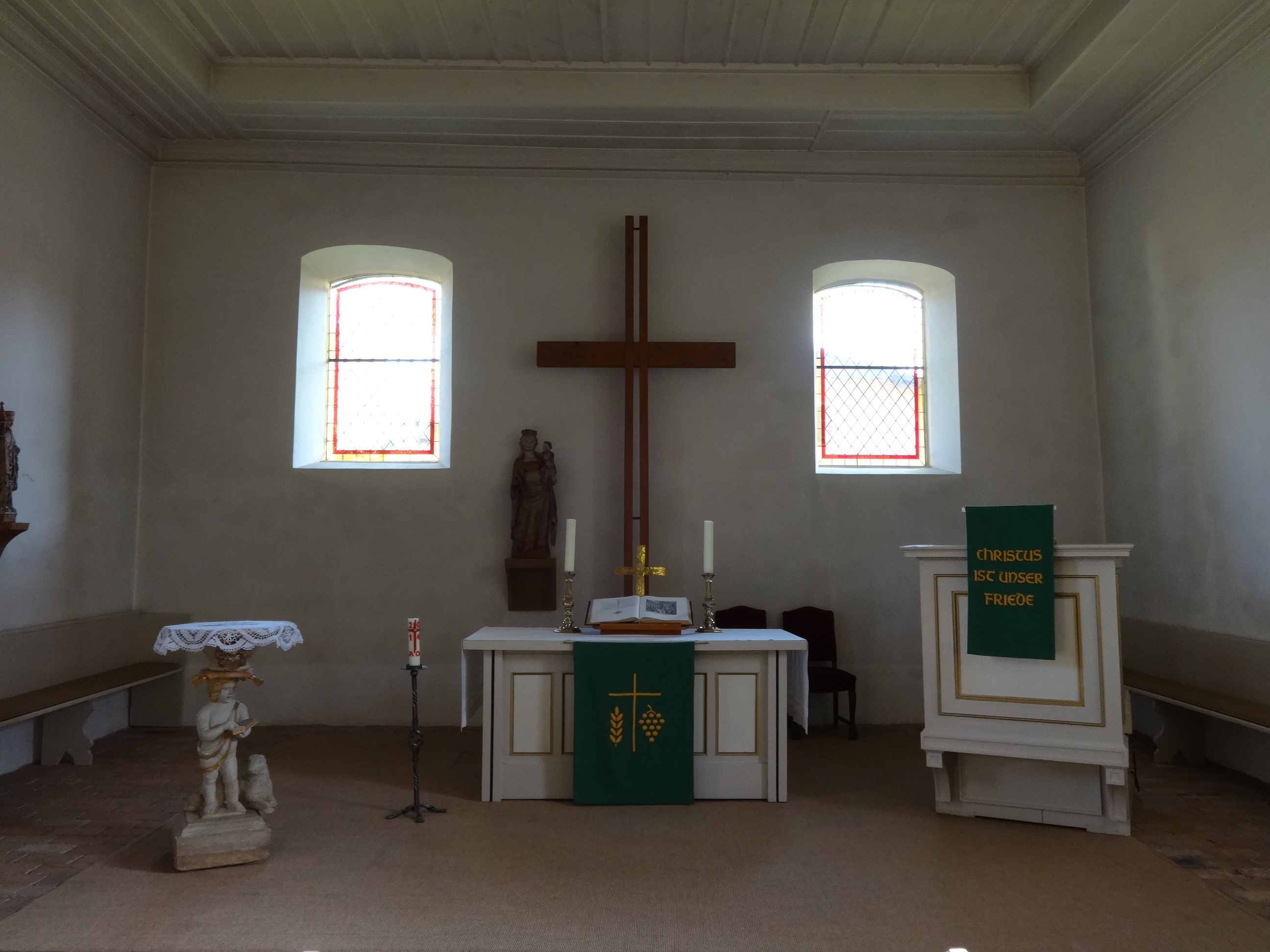
Altarraum

Der Bau besitzt einen rechteckigen Grundriss mit den Abmessungen 17,65 m × 9,62 m. Er ist fast exakt geostet und weist nur eine Abweichung von rund 8° in Richtung Nordosten auf. Die Feldsteine sind auffällig unsortiert und haben eine unterschiedliche Größe, die von wenigen Zentimetern bis zu einigen Steinen reicht, die knapp einen Meter groß sind. Auch wurden sie kaum geschichtet, sondern augenscheinlich wahllos verbaut. Gleiches gilt für die Ecksteine der Kirche. Oberhalb von etwa 1,5 Metern wurden die Mauern aus Ziegeln im Format 25 cm × 12 cm × 6,5 cm errichtet. Am gesamten Gebäude sind Reste von Putz erkennbar.
Ein auffälliges Detail ist ein eingemauerter slawischer Mühlstein mit einem Durchmesser von ca. 41 cm, der sich rechts unter der Eingangspforte am Westturm befindet. Er könnte in der Zeit vor der Reformation als Bestattungsurne für eine Reliquie gedient haben. In den Sockel der Kirche wurde er wohl bewusst integriert, um damit den Sieg des Christentums über das Heidentum zu symbolisieren. Rechts vom Mühlstein befindet sich ein Grabstein, der vermutlich aus Rüdersdorfer Muschelkalk besteht.
Die Nordseite der Kirche weist im westlichen Bereich des Schiffs ein rundes Fenster unterhalb des Turms auf, das in Feldstein eingelassen wurde. Der gerade Abschluss führt zu der Annahme, dass dies die ursprüngliche Höhe der Wand darstellte. Weiter östlich ist ein vergrößertes, korbbogiges Fenster eingelassen, gefolgt von einem deutlich kleineren, ebenfalls korbbogigen Fenster. In Richtung Chor ist ein mit Mauersteinen verschlossenes Fenster erkennbar. Am Chor selbst befinden sich zwei ebenfalls korbbogige, gleich große Fenster, unterbrochen von einer zugemauerten, leicht spitzbogigen Öffnung. Die Südseite ist symmetrisch zur Nordseite aufgebaut: ein Rundfenster, gefolgt von einem vergrößerten sowie einem kleineren, korbbogigen Fenster. Hier ist auch die zugemauerte Priesterpforte erkennbar.
Der Westturm setzt auf dem aus Feldsteinen errichteten Giebel auf. Er hat einen quadratischen Grundriss und ist mit dunklem Holz verkleidet. An jeder Seite befindet sich eine rechteckige Klangarkade sowie darüber eine Uhr. Das Dach ist als Zeltdach ausgeführt, während das Kirchenschiff ein Satteldach trägt.

## Innenausstattung

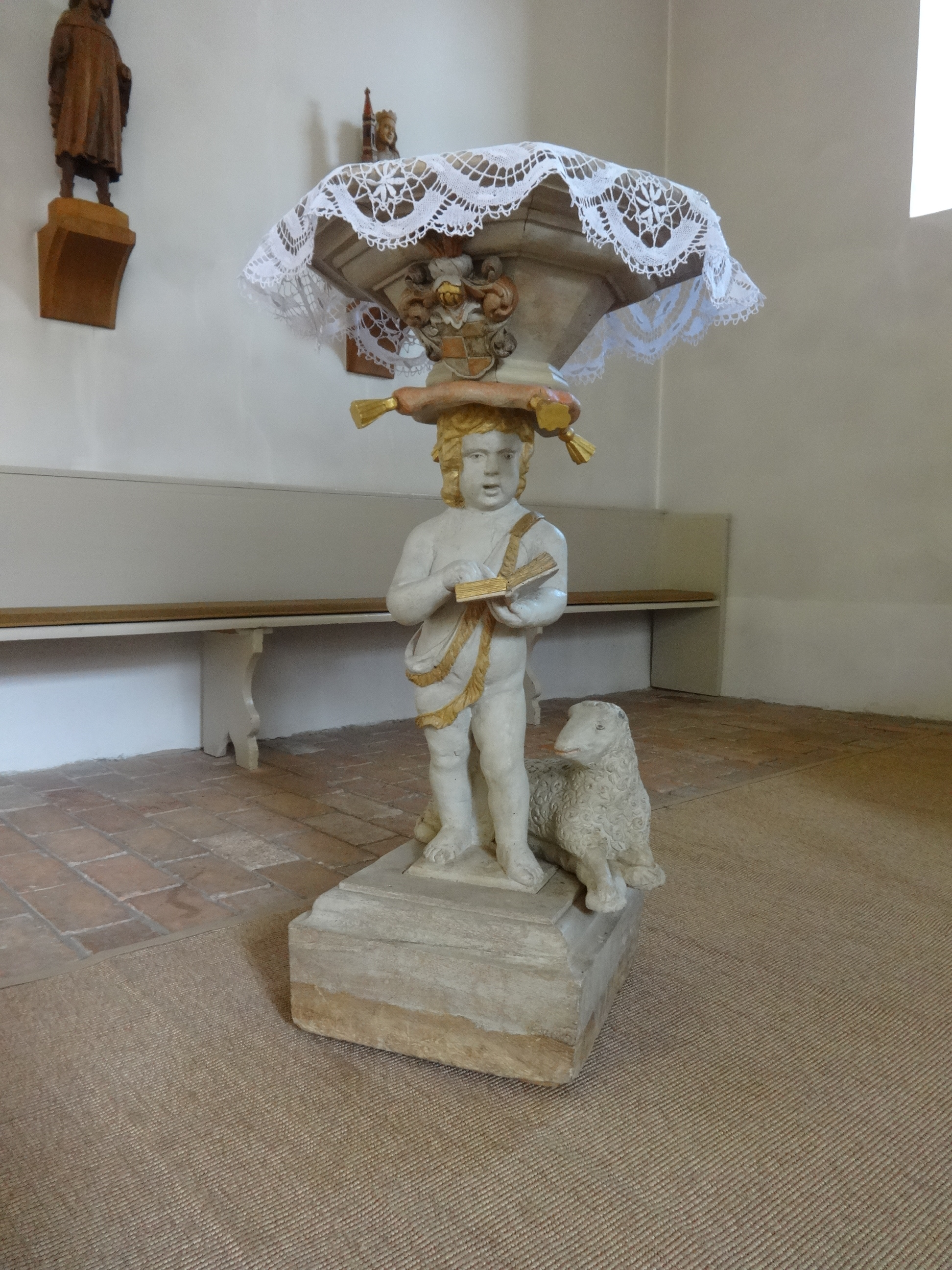
Fünte mit Johannes dem Täufer

Der Fußboden ist mit schlichten, rot-schwarzen Steinen ausgelegt. Die Wände sind schmucklos und mit einem weißen Putz versehen. Darauf liegt eine flache, grau gestrichene Balkendecke. Ähnlich schlicht sind die drei Emporen, die mit braun-weißen Verzierungen gestaltet wurden.
Das auffälligste Stück ist die Marienfigur, die Maria von Miersdorf, die unterhalb des Kreuzes steht. Sie stammt vermutlich aus einem Marienaltar aus dem 14. Jahrhundert. Sie ist im Weichen Stil gearbeitet und kann damit der Spätgotik zugerechnet werden. Sie schaut – untypisch für derartige Figuren – nicht auf das Jesuskind, sondern blickt den Betrachter an. An der Nordinnenseite im Chor befinden sich darüber hinaus zwei weitere Holzplastiken. Die Barbara von Nikomedien, erkennbar an den drei Turmöffnungen, stammt vermutlich aus der zweiten Hälfte des 15. Jahrhunderts. Sie wurde mehrfach übermalt; ebenso wurde der Kopf zu einer früheren Zeit durch eine Gipsarbeit ersetzt. Bei der letzten Restaurierung wurde der Kopf nach einem Vorbild einer Barbarafigur einer Kirche in Prenzlau aus Holz neu geschnitzt, die fehlende Hand jedoch nicht nachgebildet. Links von ihr steht Jakobus der Ältere. Diese Figur entstand im 15. Jahrhundert. Warum sie hier aufgestellt wurde, konnte bislang nicht geklärt werden.
Der Taufstein aus dem 17. Jahrhundert war nach dem Zweiten Weltkrieg zunächst verschollen und wurde bei Ausgrabungen 1949 wiederentdeckt. Er zeigt Johannes den Täufer als Kind. Zu seinen Füßen sitzt ein Lamm ohne Ohren. Das Kind trägt die achteckige Taufschale, unter der das Wappen des Kirchenpatronats zu sehen ist. In seiner rechten Hand hält er eine Bibel, aus der er vorliest.